# Ostrów Mazowiecka (Landgemeinde)
Die Gmina Wiejska Ostrów Mazowiecka ([ˈɔstruf ˌmazɔˈvʲjɛʦ̑ka]) ist eine Landgemeinde in Polen in der Woiwodschaft Masowien. Ihr Sitz befindet sich in der Stadt Ostrów Mazowiecka.
Von 1975 bis 1998 gehörte die Gemeinde zur Woiwodschaft Ostrołęka.

## Gemeindegliederung
Die Landgemeinde Ostrów Mazowiecka hat eine Fläche von 283,71 km². Zu ihr gehören folgende Schulzenämter:
Antoniewo
Biel
Budy-Grudzie
Dybki
Fidury
Guty-Bujno
Jasienica
Jelenie
Jelonki
Kalinowo
Kalinowo-Parcele
Komorowo
Koziki
Koziki-Majdan
Kuskowizna
Lipniki
Nagoszewka
Nagoszewo
Nieskórz
Nowa Grabownica
Nowa Osuchowa
Nowe Lubiejewo
Pałapus
Podborze
Popielarnia
Pólki
Prosienica
Przyjmy k. Jelonek
Przyjmy k. Poręby
Rogóźnia
Sielc
Smolechy
Stara Grabownica
Stara Osuchowa
Stare Lubiejewo
Stok
Sulęcin-Kolonia
Ugniewo
Wiśniewo
Zakrzewek
Zalesie